# 十和田市立第一中学校
十和田市立第一中学校（とわだしりつだいいちちゅうがっこう）は、青森県十和田市大字奥瀬にある公立中学校。

## 概要
- 本校は、十和田湖畔（十和田湖中学校の学区）を除く、旧十和田湖町域を学区とする。

## 沿革
- 1981年（昭和56年）4月1日 - 法奥中学校と沢田中学校が統合し、十和田湖町立第一中学校開校。
- 2000年（平成12年）8月 - 体育館床改修。
- 2005年（平成17年）1月1日 - 十和田湖町が十和田市に合併されたため、十和田市立第一中学校と改称。
- 2010年（平成22年）8月 - 暖房機改修工事完了。
- 2015年（平成27年）12月 - 耐震改修工事完了。
- 2024年（令和6年）4月1日 - 旧十和田西高校校舎へ移転[1]。

## 生徒数
2023年（令和5年）5月1日時点
| 学年 | 1年 | 2年 | 3年 | 特別支援 | 合計 |
| ---- | --- | --- | --- | -------- | ---- |
| 学級 | 1   | 1   | 1   | 1        | 4    |
| 生徒 | 11  | 9   | 16  | 1 (内数) | 36   |

## 通学区域
- 大字沢田（全域）
- 大字法量（全域）
- 大字奥瀬（字十和田、字十和田湖休屋・宇樽部・子ノ口(十和田湖中学校の学区)を除く）
  - 法奥小学校と沢田小学校の通学区域である。

## 学校周辺
- 十和田市立沢田小学校 - 進学前小学校で、十和田市道をはさんで、敷地が隣接。
- 十和田市消防団第7分団

## アクセス
- 十和田観光電鉄バス「十和田西高前」バス停下車後、すぐそば。